# Gunnar Jakobsson
Pour les articles homonymes, voir Jakobsson.
Gunnar Jakobsson, mort le 14 avril 1959, est un patineur artistique finlandais.
Il est médaillé de bronze du Championnat d'Europe de patinage artistique 1923 à Oslo,.

## Palmarès
| Compétition              | 1922 | 1923 | 1924 | 1925 | 1926 | 1927 | 1928 | 1929 | 1930 | 1931 | 1932 |
| ------------------------ | ---- | ---- | ---- | ---- | ---- | ---- | ---- | ---- | ---- | ---- | ---- |
| Championnats d'Europe    | 7e   | 3e   |      |      | 5e   |      |      |      |      |      |      |
| Championnats de Finlande |      | 1er  |      |      |      |      |      |      |      |      | 1er  |